# 北ベトナム・ドン
北ベトナム・ドン（ベトナム語：đồng Việt Nam Dân chủ Cộng hòa）は1945年から1978年の間、北ベトナム（ベトナム民主共和国）で使用された通貨。補助通貨はハオ（hào）とシュウ（xu）で、1ドン=10ハオ=100シュウであった。

## 歴史
1946年ベトミン政府（ベトナム独立同盟会、のちのベトナム民主共和国（北ベトナム政府））は、第二次大戦前までに発行されていたフランス領インドシナ・ピアストルを置き換える形で、ピアストルと同価の独自通貨ドン（đồng）を導入。その後、二度のデノミを実行。1951年に100:1のレート、その後1959年2月28日に1,000:1のレートで通貨切り下げを行なった。
1956年には中華人民共和国人民元にペッグし、この時には1人民元=1.47ドンだった。1961年のソビエト連邦ルーブルとの為替レートでは1ルーブル=3.27ドンであった。1976年に南北ベトナムが統一されベトナム社会主義共和国が成立、1978年5月3日には通貨ドンも統一され1新ドン=1北ベトナムドン=0.8南ベトナム「解放ドン」のレートであった。

## 硬貨

### ドン（1946年）
1946年に20シュウ、5ハオ、1ドンアルミニウム貨、2ドン銅貨が発行された。20シュウ硬貨は1945年と記銘されていた。1951年のデノミの際には硬貨の再発行はなかった。
|  |  | 20シュウ | アルミニウム | 星、 Việt Nam Dân Chú Cộng Hòa（ベトナム民主共和国）             | 額面       |
|  |  | 5ハオ    | アルミニウム | 鼎、 Việt Nam Dân Chú Cộng Hòa（ベトナム民主共和国）             | 額面、星   |
|  |  | 5ハオ    | アルミニウム | 鼎、 Việt Nam Dân Chú Cộng Hòa（ベトナム民主共和国）             | 額面、星   |
|  |  | 1ドン    | アルミニウム | ホー・チ・ミン、 Việt Nam Dân Chú Cộng Hòa（ベトナム民主共和国） | 稲穂、額面 |
|  |  | 2ドン    | 銅           | ホー・チ・ミン 、Chủ tịch Hồ Chí Minh（ホー・チ・ミン首席）      | 星、額面   |

### ドン（1958年）
1958年には穴銭アルミニウム貨の1, 2, 5シュウ硬貨 が発行された。
|  |  | 1シュウ | アルミニウム | 北ベトナムの国章に似たエンブレム; Nước Việt Nam Dân Chú Cộng Hòa（ベトナム民主共和国） | Ngân Hàng Quốc Gia Việt Nam（ベトナム国家銀行）; 額面; 日付 |
|  |  | 2シュウ | アルミニウム | 北ベトナムの国章に似たエンブレム; Nước Việt Nam Dân Chú Cộng Hòa（ベトナム民主共和国） | Ngân Hàng Quốc Gia Việt Nam（ベトナム国家銀行）; 額面; 日付 |
|  |  | 5シュウ | アルミニウム | 北ベトナムの国章に似たエンブレム; Nước Việt Nam Dân Chú Cộng Hòa（ベトナム民主共和国） | Ngân Hàng Quốc Gia Việt Nam（ベトナム国家銀行）; 額面; 日付 |

## 紙幣

### ドン（1946年）
ベトミン政府（ベトナム独立同盟会、のちのベトナム民主共和国（北ベトナム政府））は当時、「ベトナム紙幣（Giấy Bạc Việt Nam、紙幣）」と「信用券（Tín Phiếu）」の2種類の紙幣を発行していた。1946年に20シュウ、50シュウ、1ドン、5ドン、20ドン、50ドン、100ドン紙幣と1ドン信用券が発行され、1948年には10ドン紙幣、20ドン信用券が発行された。1949年に500紙幣と5ドン、50ドン信用券が発行された。1950年に200ドン紙幣と100ドン、500ドン、1,000ドン信用券が発行された。

### ドン（1951年）
1951年にベトナム国家銀行は20ドン、50ドン、100ドン、200ドン、500ドン、1,000ドン紙幣を発行し、1953年に5,000ドン紙幣が追加された。1951年から1958年の間流通していた紙幣はこれらのみであった。

### ドン（1959年）
1958年にベトナム国家銀行は1シュウ、1,2,5ハオ、10ドン紙幣を発行した。その時さらに、過去の未発行未使用の初期10ドン紙幣に1シュウと重刷する形で1シュウ紙幣を発行した。1964年、ベトナム国立銀行（Ngân hàng Nhà nước Việt Nam）は2シュウ紙幣を発行し、その後1975年に5シュウ、1,2ハオ紙幣を発行した。

## ギャラリー

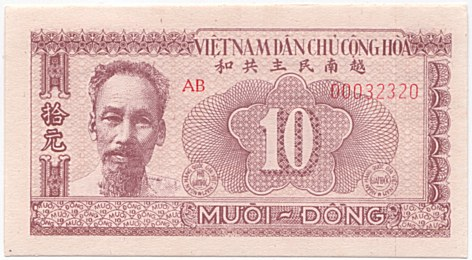
10ドン (1951年), 表
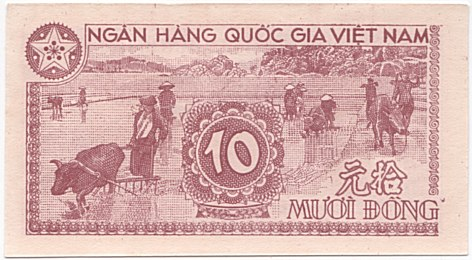
10ドン (1951年), 裏
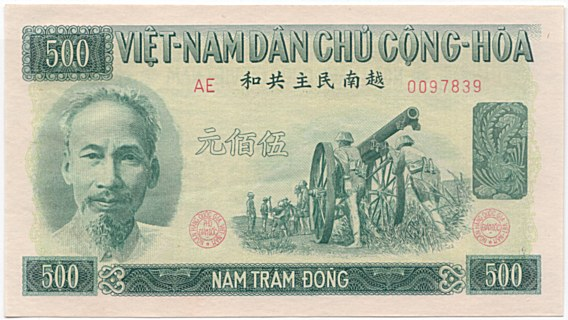
500ドン (1951年), 表
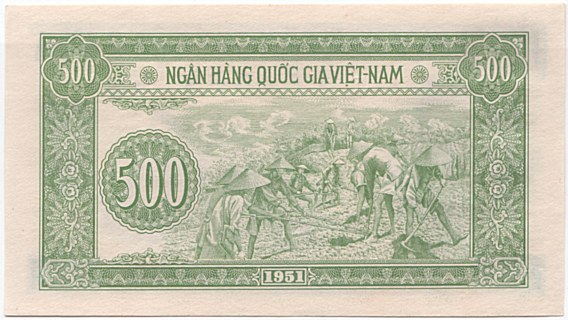
500ドン (1951年), 裏
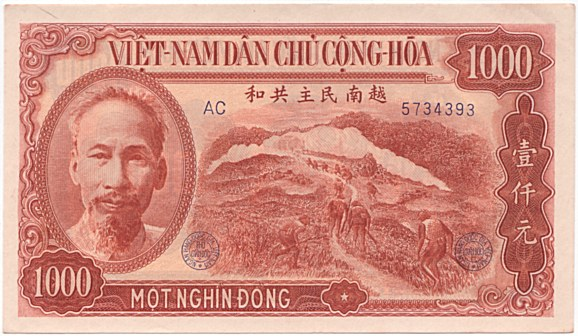
1000ドン (1951年), 表
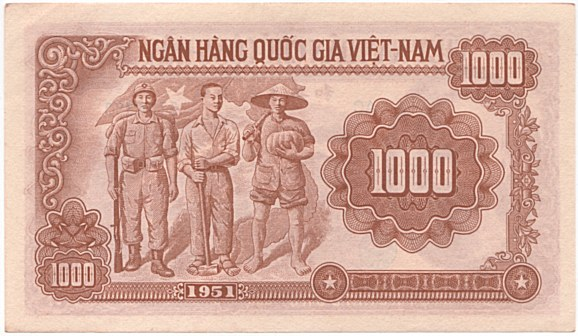
1000ドン (1951年), 裏
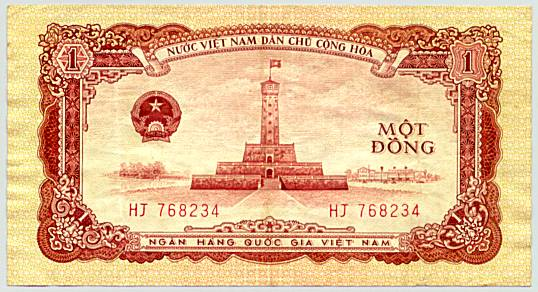
1ドン(1958年), 表
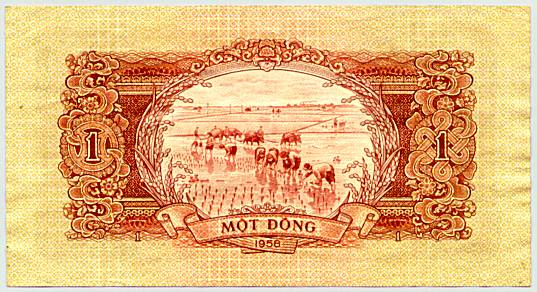
1ドン (1958年), 裏
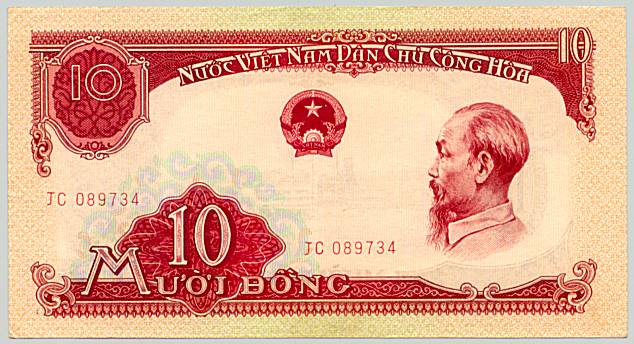
10ドン (1958年), 表
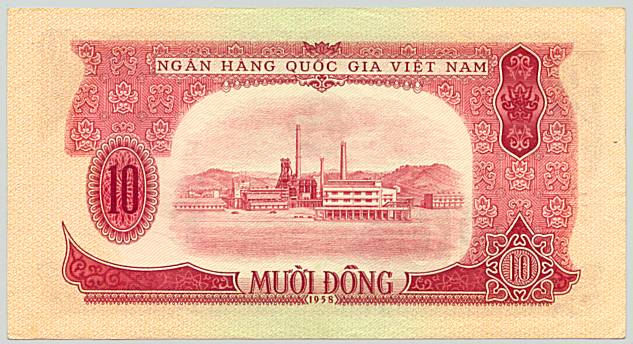
10ドン (1958年), 裏